# Oldsmobile 98
Oldsmobile 98 var en bilmodell som tillverkades av Oldsmobile i många olika utföranden mellan 1941 och 1995. En Oldsmobile 98 hade det prestigefyllda uppdraget att vara pace car vid motortävlingen Indianapolis 500 1960.